# قصه‌ها (مجموعه تلویزیونی)
قصه‌ها یک مجموعه تلویزیونی محصول سال ۱۳۷۷–۱۳۷۵ به کارگردانی محمدرضا اعلامی، نویسندگی و تهیه‌کنندگی می‌باشد که از شبکه پخش شد.

## بازیگران
- فتحعلی اویسی
- محمدعلی کشاورز
- اصغر اعلائی
- امیرحسین خانشهری
- بیوک میرزایی
- پرویز مقدم
- رضا بدخش
- سیما پرنور
- شکوه نصیری
- فرامرز روشنایی
- فریبرز عرب‌نیا
- محمدکاظم سالمی
- مریم محمدی